# Mio.matsumoto
Mio.matsumoto（みお まつもと、Mio Matsumoto、女性）は、英国で教育を受けた神戸市出身のイラストレーター、グラフィックデザイナーであり、現在は東京に住んでいる。SDM所属。

## 経歴
20歳でイギリスに渡り、ロンドンのキングストン大学に1998年から2001年まで在籍しBAを取得した後、ロイヤル・カレッジ・オブ・アートに2001年から2003年まで在籍してMAを取得した。
卒業後、ロンドンを拠点に雑誌、書籍、広告、ファッションブランドなどで活動する。
2006年から日本に拠点に移し、国内外関わらず多くのクライアントワークを手がけている。
主な仕事に、マーク・バイ・マークジェイコブス（マーク・ジェイコブス）の2006年秋冬ニューヨーク・コレクションのランウェイへのイラストの起用。スターバックスコーヒー 銀座EXITMELSA店のアートワーク。LUNASOL （ルナソル）Miller Harris （ミラー・ハリス）、ヤーマンなどのビューティー、コスメティックブランドとのアートコラボレーション。谷崎潤一郎の著書「鍵」や、俵万智「サラダ記念日」のイギリス版装丁などを手がける。

## 主な仕事
- Miller Harris (ミラー・ハリス) 2004年のパッケージイラストレーション。
- マーク・バイ・マークジェイコブス（マーク・ジェイコブス）。2006年秋冬ニューヨーク・コレクションのランウェイでのイラスト起用。
- Space NK。2009年 ～ 2014年のパッケージへのイラスト。[3]
- Francfranc（フランフラン）2012年～2013年のアートコラボレーション。
- ホルベインとのアートコラボレーション。2014年〜。[2]
- 伊勢丹新宿店。2015年のオリジナルプロダクトデザイン。
- スターバックスコーヒー。銀座EXITMELSA店（2017年～）のアートワーク。
- Maison IÉNA（メゾン・イエナ）2018年のディスプレイのイラストレーション。
- ヤーマン。2019年のオリジナルパッケージコラボレーション。[4]
- タビオ。2019年のオリジナルデザインとパッケージコラボレーションや広告展開。[5]
- LUNASOL （ルナソル）2020年のリップコレクションとのコラボレーション。[6]
- MIYASHITA PARKのショップ、THE SHIBUYA SOUVENIR STORE のオリジナルスウィーツのパッケージデザイン。

## 展覧会
- 「Aphrodite ~Spring mischief~」（DMOARTS ギャラリー）2013年。
- 「Nature」（DMOARTS ギャラリー）2014年。
- 「Nature2」（伊勢丹新宿店）2014年。
- 「Here We Come!」（Noma t.d.）2015年。
- 「frutto」（ハライソ）2018年。
- 「HOMAGE FOR NATURE & OUR LIFE」（M at 神田明神）2019年。

## 主な受賞歴
- Highly Recommended（2001）Macmillan children’s book illustration
- Design for our Future Selves（2003）Helen Hamlyn Research center
- Best use of illustration award（2008）Association of Publishing Agencies

## 著書
- Mia Matsumoto: My Diary, Random House UK, 2009. ISBN 0224084437